# Nathalie Santamaria
Pour les articles homonymes, voir Santamaria (homonymie).
Nathalie Santamaria est une chanteuse française née à Ajaccio (Corse-du-Sud) en 1973. Elle est la représentante de la France au Concours Eurovision de la chanson 1995 avec le titre Il me donne rendez-vous.

## Biographie

### Études
Nathalie Santamaria a fait des études de musicologie (piano et chant classique) au Conservatoire d'Ajaccio puis de Nice[réf. nécessaire].

### Concours Eurovision de la chanson 1995
En 1995, Nathalie Santamaria est choisie en interne par France Télévision pour représenter la France au Concours Eurovision de la chanson avec le titre Il me donne rendez-vous. Cette chanson, écrite par  Didier Barbelivien et composée par François Bernheim, parle de rendez-vous successifs d'une jeune femme avec son amant. Le CD single 2 titres de Nathalie Santamaria, sorti en début d'année 1995, contient cette chanson ainsi que On est tous une île sur des paroles de Jean-Pierre Lang et sur une musique du même François Bernheim.
Le 13 mai 1995, au Point Theatre de Dublin (Irlande), lors du 40e Concours Eurovision de la chanson, Nathalie interprète donc intégralement en français Il me donne rendez-vous, passant en 12e position sur la scène, accompagnée de cinq musiciens (guitare, synthétiseur, batterie, tam-tams, maraca) et sous la direction du chef d'orchestre Michel Bernholc. Pour la première fois, Nathalie chante sur une grande scène face à un large public.
Au terme du vote finale, Nathalie Santamaria arrive en 4e position sur les 23 pays participants, avec 94 points et obtient l'un des meilleurs résultats pour la France. Elle se classe après le groupe Secret Garden, gagnant pour la Norvège avec le titre Nocturne, Anabel Conde, la représentante de l'Espagne classée 2e avec la chanson Vuelve conmigo et le chanteur suédois Jan Johansen, 3e avec le titre Se på mej. Bien qu'elle ait réussi un bon classement, donnant à la France sa sixième 4e place depuis la création du concours, Nathalie Santamaria n'obtiendra pas le succès espéré au-delà de la compétition[réf. nécessaire].

### L'après Eurovision
Le 13 février 1997, sort l'album de Nathalie Santamaria Entre rêve et réalités, composé de douze chansons, qu'elle a écrit et composé en partie avec Jean-Marc Antonini, Patrick Antonini et Patrick Fiori (Ce dernier est également arrivé à la quatrième place à l'Eurovision 1993).

## Discographie
- 1995 : Il me donne rendez-vous (CD single 2 titres - Eurovision 1995)
- 1997 : Entre rêve et réalités (album)